# Bouskene
Bouskene (em árabe: بوسكن) é uma comuna localizada na província de Médéa, Argélia. De acordo com o censo de 2008, a população total da cidade era de 11 855 habitantes.